# Beaumont (Vienne)
Beaumont è un ex comune francese di 1 848 abitanti situato nel dipartimento della Vienne nella regione della Nuova Aquitania. Dal 1º gennaio 2017 fa parte del nuovo comune di Beaumont Saint-Cyr.

## Società

### Evoluzione demografica
Abitanti censiti